# Les dues Babilònies
Les Dues Babilònies (The Two Babylons en anglès) va ser un pamflet religiós anticatòlic produït pel teòleg escocès i presbiterià Alexander Hislop el 1853. Més tard es va ampliar el 1858 i finalment va ser publicat com a llibre l'any 1919. El tema central del llibre és la seva teoria que l'Església Catòlica és una continuació encoberta de la religió pagana de Babilònia
Alguns estudiosos l'han desacreditat per la seva inexactitud històrica pel seu fanatisme religiós", "mala qualitat", "deshonestedat flagrant" i una "tesi sense sentit".

## Resum
L'autor recorda la història de Nimrod i Semíramis a Mesopotàmia i tracta de construir una evolució entre les religions mesopotàmiques, els cultes egipcis d'Isis i Osiris i la promulgació del dogma de la Immaculada Concepció per part de Pius IX.
L'obra està inspirada en el llibre De la captivitat babilònica de l'Església de Martí Luter i els escrits de Titus Oates i Conyers Middleton. Ha inspirat a molts polemistes protestants, incloent Ralph Woodrow i Jack Chick.